# ハンス (デンマーク王)
ハンス（Hans、1455年2月2日 - 1513年2月20日）は、デンマーク国王（在位：1481年 - 1513年）、ノルウェー国王（在位：1483年 - 1513年）、スウェーデン国王（スウェーデン王としてはヨハン2世（Johan II）、在位：1497年 - 1501年）、及びシュレースヴィヒ＝ホルシュタイン公。父はクリスチャン1世、母はブランデンブルク＝クルムバッハ辺境伯ヨハンの娘ドロテア。フレゼリク1世の兄。
ハンスはスウェーデンの反乱に手を焼き、1497年に北欧王国同盟を締結、カルマル同盟の強化を図った。1509年にはフィンランドのトゥルクにも遠征を行なったが、領有に失敗し撤退した。
1513年2月20日にオールボーで死去、オーデンセに葬られた。

## 子女
1478年、ザクセン選帝侯エルンストの娘クリスティーナと結婚し、間に5人の子女をもうけた。
- ハンス（1479年 - 1480年）
- エアンスト（1480年 - 1500年）
- クリスチャン2世（1481年 - 1559年）
- ヤコブ（1483年 - 1500年）
- エリサベト（1485年 - 1555年）　ブランデンブルク選帝侯ヨアヒム1世と結婚
- フランス（1497年 - 1511年）